# VAV3
Vav 3 oncogene, também conhecido como VAV3, é uma proteína que em humanos é codificado pelo gene VAV3.

## Interações
VAV3 mostrou interação com a Grb2.

## Leitura de apoio
- Hobert O, Schilling JW, Beckerle MC;  et al. (1996). «SH3 domain-dependent interaction of the proto-oncogene product Vav with the focal contact protein zyxin.». Oncogene. 12 (7): 1577–81. PMID 8622875
- Tamma SM, Chirmule N, Yagura H;  et al. (1997). «CD4 cross-linking (CD4XL) induces RAS activation and tumor necrosis factor-alpha secretion in CD4+ T cells.». Blood. 90 (4): 1588–93. PMID 9269777
- Trenkle T, Welsh J, Jung B;  et al. (1998). «Non-stoichiometric reduced complexity probes for cDNA arrays.». Nucleic Acids Res. 26 (17): 3883–91. PMID 9705494. doi:10.1093/nar/26.17.3883
- Movilla N, Bustelo XR (1999). «Biological and regulatory properties of Vav-3, a new member of the Vav family of oncoproteins.». Mol. Cell. Biol. 19 (11): 7870–85. PMID 10523675
- Trenkle T, McClelland M, Adlkofer K, Welsh J (2000). «Major transcript variants of VAV3, a new member of the VAV family of guanine nucleotide exchange factors.». Gene. 245 (1): 139–49. PMID 10713454. doi:10.1016/S0378-1119(00)00026-3
- Zeng L, Sachdev P, Yan L;  et al. (2001). «Vav3 mediates receptor protein tyrosine kinase signaling, regulates GTPase activity, modulates cell morphology, and induces cell transformation.». Mol. Cell. Biol. 20 (24): 9212–24. PMID 11094073. doi:10.1128/MCB.20.24.9212-9224.2000
- Inabe K, Ishiai M, Scharenberg AM;  et al. (2002). «Vav3 modulates B cell receptor responses by regulating phosphoinositide 3-kinase activation.». J. Exp. Med. 195 (2): 189–200. PMID 11805146. doi:10.1084/jem.20011571
- Yabana N, Shibuya M (2002). «Adaptor protein APS binds the NH2-terminal autoinhibitory domain of guanine nucleotide exchange factor Vav3 and augments its activity.». Oncogene. 21 (50): 7720–9. PMID 12400014. doi:10.1038/sj.onc.1205927
- Ota T, Suzuki Y, Nishikawa T;  et al. (2004). «Complete sequencing and characterization of 21,243 full-length human cDNAs.». Nat. Genet. 36 (1): 40–5. PMID 14702039. doi:10.1038/ng1285
- Zakaria S, Gomez TS, Savoy DN;  et al. (2004). «Differential regulation of TCR-mediated gene transcription by Vav family members.». J. Exp. Med. 199 (3): 429–34. PMID 14757747. doi:10.1084/jem.20031228
- Pearce AC, Senis YA, Billadeau DD;  et al. (2005). «Vav1 and vav3 have critical but redundant roles in mediating platelet activation by collagen.». J. Biol. Chem. 279 (52): 53955–62. PMID 15456756. doi:10.1074/jbc.M410355200
- Charvet C, Canonigo AJ, Billadeau DD, Altman A (2005). «Membrane localization and function of Vav3 in T cells depend on its association with the adapter SLP-76.». J. Biol. Chem. 280 (15): 15289–99. PMID 15708849. doi:10.1074/jbc.M500275200
- Lyons LS, Burnstein KL (2006). «Vav3, a Rho GTPase guanine nucleotide exchange factor, increases during progression to androgen independence in prostate cancer cells and potentiates androgen receptor transcriptional activity.». Mol. Endocrinol. 20 (5): 1061–72. PMID 16384856. doi:10.1210/me.2005-0346
- Dong Z, Liu Y, Lu S;  et al. (2006). «Vav3 oncogene is overexpressed and regulates cell growth and androgen receptor activity in human prostate cancer.». Mol. Endocrinol. 20 (10): 2315–25. PMID 16762975. doi:10.1210/me.2006-0048